# آرادون
آرادون (به فرانسوی: Arradon) یک کمون در فرانسه است که در canton of Vannes-Ouest واقع شده‌است. آرادون ۱۸٫۴۹ کیلومتر مربع مساحت دارد.